# امیدو میر
امیدو میر (فرانسوی: Amidou Mir‎؛ زادهٔ ۱ ژانویهٔ ۱۹۹۵) دوچرخه‌سوار اهل فرانسه است.